# 二式練習戦闘機
二式練習戦闘機
十五試練習用戦闘機（試作1号機）
- 用途：練習機
- 設計者：渡辺鉄工所
- 製造者：佐世保工廠
- 運用者： 大日本帝国（大日本帝国海軍）
- 生産数：24機

二式練習戦闘機（にしきれんしゅうせんとうき）は、日本海軍で使用された練習機である。記号はA5M4-K。開発は渡辺鉄工所（後の九州飛行機)。

## 特徴
九六式四号艦戦をベースに、操縦席の後ろに教官席を設け複操縦式とし、胴体の両側面に安定鰭を設けた機体。生産数は、渡辺で4機、二十一空廠で20機の合計24機。
同じA5M4-Kの記号に、九六式練習用戦闘機がある九六式艦上戦闘機の胴体側面に安定鰭を取り付け、主脚の車輪覆を撤去した機体である。

## 歴史
零式艦上戦闘機の登場によって旧式化した九六式艦上戦闘機は、多くの機体が練習部隊で使用されていた。しかし、単座のままよりも教官が同乗した方が訓練がスムーズに行えることから、海軍は九六式艦上戦闘機を複座化した練習機の開発を1941年に渡辺鉄工所に指示した。渡辺鉄工所は1942年6月に試作1号機を完成させた。試作時の名称は「十五試練習用戦闘機」である。
1942年12月23日、内令兵第93号により、「二式練習戦闘機」として制式採用された。量産は第二十一海軍航空廠で行うことに決定した。しかし、この頃から訓練体系の変更があったことや、より実戦機に近い零式練習用戦闘機の開発が進んでいたことから本機の存在価値は薄れ、1943年には製造中止となった。

## 諸元
- 全長： 7.76 m
- 全幅： 11.0 m
- 全高： 2.90 m
- エンジン： 中島 寿四型 空冷星型9気筒エンジン 785hp×1
- 最大速度： 378 km/h
- 航続距離： 709 km
- 乗員： 2 名
- 武装： 7.7 mm機銃×1~2